# La Bretenière (Doubs)
La Bretenière é uma comuna francesa na região administrativa de Borgonha-Franco-Condado, no departamento de Doubs. Estende-se por uma área de 4,16 km². Em 2010 a comuna tinha 73 habitantes (densidade: 17,5 hab./km²).